# Бартоли, Чечилия
Чечи́лия Ба́ртоли (итал. Cecilia Bartoli [tʃeˈtʃiːlja ˈbartoli]; 4 июня 1966, Рим, Италия) — итальянская оперная певица (колоратурное меццо-сопрано). В начале XXI века добилась феноменального коммерческого успеха для певицы, которая исполняет в основном музыку, написанную 300—200 лет назад: её альбомы старинной музыки разошлись неслыханным со времени «трёх теноров» тиражом (свыше 10 млн экземпляров). Обладательница 5 статуэток «Грэмми» (всего по состоянию на 2025 год номинировалась 17 раз). Занимается популяризацией забытых композиторов вроде Агостино Стефани.

## Биография
Родилась в семье профессиональных певцов. Впервые выступила перед публикой в 9-летнем возрасте в опере Тоска. Училась в столичной Консерватории Святой Чечилии, специализируясь на тромбоне, так что мать Бартоли так и осталась её единственным вокальным педагогом.
Слава Бартоли началась необычно для оперной певицы: в 1986 году она выступила в телевизионном шоу Fantastico, исполнив дуэт из оперы  «Севильский цирюльник» (с Лео Нуччи) и получив восторженные отзывы специалистов; смотревший шоу Рикардо Мути пригласил Бартоли на прослушивание в театр Ла Скала.
Получила признание как исполнительница произведений Моцарта, Сальери и Россини, а также произведений эпохи барокко. Из наиболее известных партий — Золушка в одноимённой опере Россини, Розина в «Севильском цирюльнике» того же композитора, Деспина в «Так поступают все» Моцарта, Клеопатра в «Юлии Цезаре» Генделя. 
В 2007—2009 годах выступила с серией концертов к 200-летнему юбилею легендарной меццо-сопрано Марии Малибран. В рамках проекта «Maria» были выпущены одноимённый альбом на CD, DVD с записью барселонского концерта и первая аутентичная запись оперы Беллини «Сомнамбула». Исполнявшаяся в 2008 году опера Галеви «Клари», где Бартоли пела главную партию, была издана на DVD осенью 2010 года.
В октябре 2009 года Чечилия Бартоли вернулась к баро́чному репертуару, выпустив альбом Sacrificium («Жертвоприношение»), посвящённый кастратам и музыке неаполитанской школы. С 2009 давала концерты по мотивам этого альбома, а также концерты, посвящённые Генделю, в которых с ней выступали оркестры Il Giardino Armonico под управлением Джованни Антонини, La Scintilla и Базельский камерный оркестр. В конце 2010 года в серии концертов, посвящённых Генделю, пела дуэтом с контратенором Франко Фаджоли.
В Дортмунде 29 июня 2010 года Бартоли впервые исполнила партию Нормы в одноимённой опере Винченцо Беллини. Ансамблем имени Бальтазара Ноймана дирижировал Томас Хенгельброк, а среди других солистов были Джон Осборн (тенор), Микеле Пертузи (баритон) и Ребека Олвера (сопрано).
В середине 2011 года Чечилия Бартоли вновь обратилась к произведениям Вивальди, исполнив арии из его опер с камерным ансамблем Ensemble Matheus под управлением дирижёра Жана Кристофа Спинози. Новый альбом с ариями Вивальди выходит 16 ноября 2018 года.
С 2012 года Чечилия Бартоли — художественный руководитель «Троицкого» фестиваля в Зальцбурге. Поставлены в сценической версии: «Юлий Цезарь» Генделя (2012); «Норма» Беллини (2013), «Золушка» Россини (2014); «Ифигения в Тавриде» Глюка (2015); «Вестсайдская история» Бернстайна (2016); «Ариодант» Генделя (2017); «Итальянка в Алжире» Россини (2018).
Бартоли живёт с супругом, баритоном Оливером Видмером, на берегу Цюрихского озера (муж поёт в Цюрихской опере) и в Монако.

## Голос

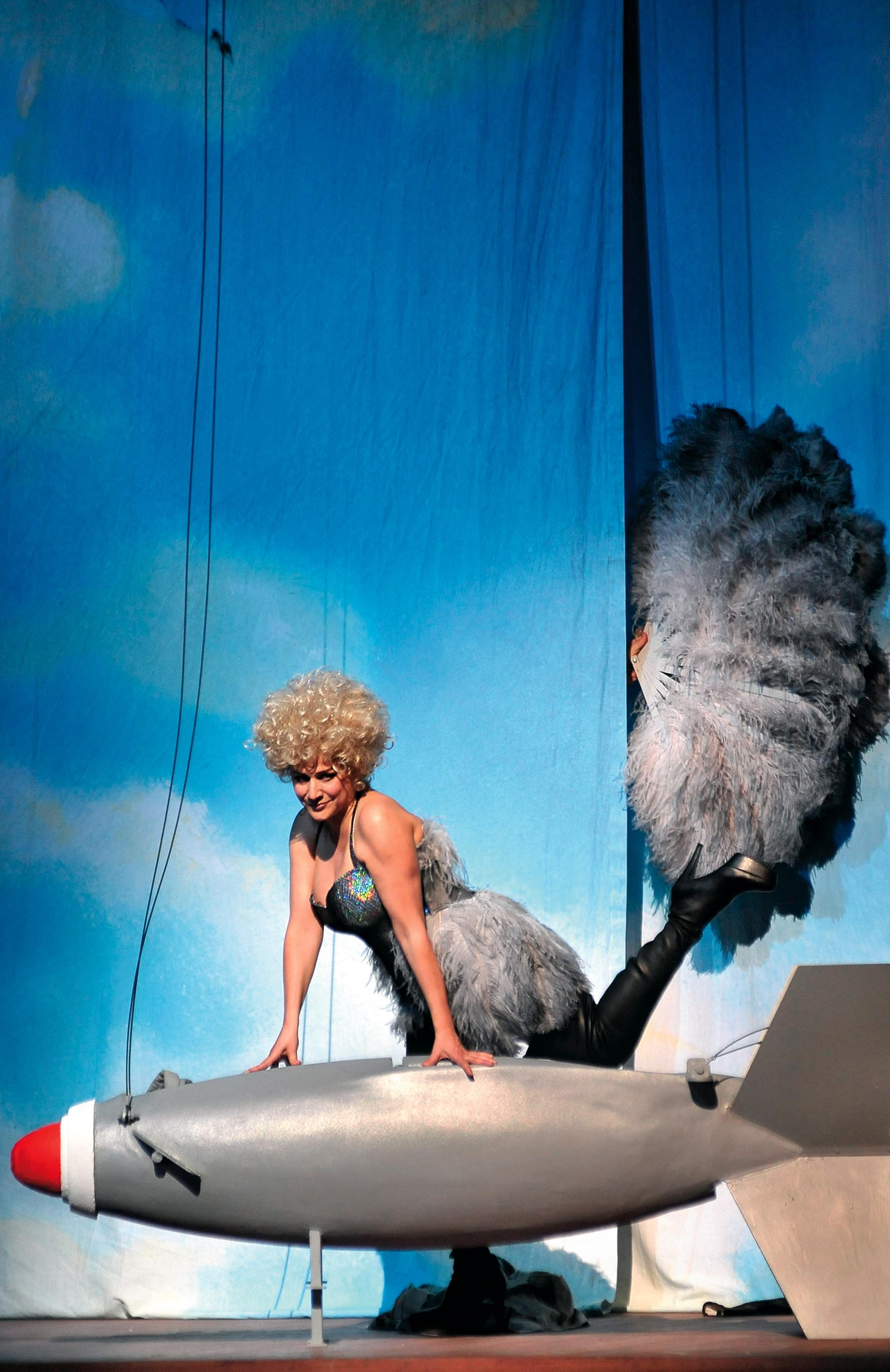
Бартоли на Зальцбургском фестивале (в постановке оперы Генделя)

Бартоли демонстрирует расширенный верхний диапазон, достигая в некоторых записях Вивальди нот (B5 или даже C6), которым завидуют некоторые сопрано. Критики иногда называют её «высокой меццо» (англ. high mezzo) или «меццо с гибкостью сопрано». Все специалисты сходятся в том, что Бартоли отнюдь не контральто.
Голос Бартоли отличает густой, плотный нижний, сильный, мелодичный средний и свободный, чистый верхний регистр. Обладает широким диапазоном: более 3 октав (ми-бемоль малой — фа-диез третьей). Её бархатистый, почти сливочный тембр особенно ярко раскрывается в музыке барокко и раннего классицизма (например, в произведениях Генделя или Моцарта), где её гибкость и экспрессивность отлично передают сложную палитру чувств.

## Признание
Многократный лауреат премий «Грэмми» и «Эхо-классик». В 2016 году получила Polar Music Prize. Введена в Зал славы журнала Gramophone. Кавалер ордена «За заслуги перед Итальянской Республикой» (28 мая 2003 года) и кавалер ордена искусств и литературы (Франция).

## Дискография
На протяжении всей карьеры Бартоли сотрудничает со звукозаписывающей фирмой Decca Records; к 2018 году выпустила более двадцати сольных альбомов. В первые годы это были преимущественно записи произведений Моцарта и Россини. Начиная с 1999 года каждый альбом фактически открывает для широкого слушателя композиторов XVII—XIX веков, в том числе — редко исполняемых: Вивальди, Генделя, Алессандро Скарлатти, Кальдару, Порпору, Стеффани, Глюка, Сальери, Гарсиа и других. Также принимала участие в записях опер Генделя, Гайдна, Моцарта, Россини, Беллини и Пуччини.
На обложках и в буклетах, сопровождающих альбомы, Бартоли нередко предстаёт в эпатажном гриме или экстравагантных нарядах (как, например, с усами и бородой или же в монашеском одеянии, обритой налысо, с пронзительным взглядом).

## Оперные партии
- Адель — «Граф Ори» Дж. Россини (23 января 2011, Цюрих)
- Альмирена — «Ринальдо» Г. Ф. Генделя
- Альцина — «Альцина (опера)» (26 января 2014, Цюрих)
- Амина — «Сомнамбула» В. Беллини (4 апреля 2008, Баден-Баден)
- Анджелина — «Золушка» Дж. Россини
- Анжелика — «Роланд-паладин» Й. Гайдна (1 июня 2002, Вена)
- Армида — «Армида» Й. Гайдна
- Гений — «Орфей и Эвридика, или Душа философа» Й. Гайдна
- Дездемона — «Отелло» Дж. Россини (10 февраля 2012, Цюрих)
- Деспина — «Так поступают все» В. А. Моцарта
- Джаннетта — Деревенские певицы В. Фиораванти
- Донна Эльвира — «Дон Жуан» В. А. Моцарта
- Дорабелла — «Так поступают все» В. А. Моцарта
- Идамант — «Идоменей, царь Критский» В. А. Моцарта
- Изабелла — «Итальянка в Алжире» (18 мая 2018, Зальцбург)
- Изолье, паж — «Граф Ори» Дж. Россини (1990, Неаполь)
- Керубино — «Свадьба Фигаро» В. А. Моцарта
- Клари — «Клари» Ж. Ф. Галеви (23 мая 2008, Цюрих)
- Клеопатра — «Юлий Цезарь в Египте» Г. Ф. Генделя (2 апреля 2005, Цюрих)
- Лючилла — «Шёлковая лестница» Дж. Россини (1988, Пезаро)
- Маркиза Кларис — Пробный камень Дж. Россини (1988, Катания)
- Наслаждение — «Триумф времени и правды» Г. Ф. Генделя
- Нина — «Нина, или Безумная от любви» Дж. Паизиелло
- Норма — «Норма» В. Беллини (29 июня 2010, Дортмунд)
- Певец — «Манон Леско» Дж. Пуччини
- Розина — «Севильский цирюльник» Дж. Россини (1989, Людвигсбург)
- Секст — «Милосердие Тита» В. А. Моцарта
- Семела — «Семела» Г. Ф. Генделя (14 января 2007, Цюрих)
- Сифар — «Митридат, царь Понтийский» В. А. Моцарта
- Сюзанна — «Свадьба Фигаро» В. А. Моцарта
- Фьордилиджи — «Так поступают все» В. А. Моцарта
- Фьорилла — «Турок в Италии» Дж. Россини
- Церлина — «Дон Жуан» В. А. Моцарта
- Чечилио — «Луций Сулла» В. А. Моцарта
- Эвридика — «Орфей и Эвридика, или Душа философа» Й. Гайдна (1995, Вена)
- Элен, дева озера — «Дева озера (опера)» (4 июня 2017, Зальцбург)